# Competições de futebol da Região Norte do Brasil
Diversas competições de futebol já foram realizadas na região Norte do Brasil.
Em 1959 se iniciou o chamado Grupo Norte da Taça Brasil, com clubes da região e, também, do Nordeste. O campeão garantia a disputa de um outro torneio, a Zona Norte–Nordeste da Taça Brasil.
Apesar do nome, o Grupo Norte da Zona Norte–Nordeste da Taça Brasil era disputado por times das regiões Norte e Nordeste, tendo campeões somente desta. Por isto, sua tabela encontra-se no verbete Competições de futebol entre as Regiões Norte e Nordeste do Brasil.
Entre 1997 e 2002, foi disputada a Copa Norte, uma competição realizada pela Confederação Brasileira de Futebol (CBF), que deixou de existir devido à alteração no calendário do futebol brasileiro.
Desde 2014 os clubes da região Norte disputam a Copa Verde, juntamente com clubes da região Centro-Oeste e do Espírito Santo.

## Competições

### Grupo NortedoTorneio Norte–Nordeste
| Ano  | Campeão   | Vice-campeão     |
| ---- | --------- | ---------------- |
| 1968 | Remo (PA) | Piauí (PI)       |
| 1969 | Remo (PA) | Ferroviário (MA) |
| 1970 | Fast (AM) | Tuna Luso (PA)   |

- Títulos por Equipe

| Clube     | Títulos        |
| --------- | -------------- |
| Remo (PA) | 2 (1968, 1969) |
| Fast (AM) | 1 (1970)       |

### Grupo NortedaZona Norte–NordestedoCampeonato Brasileiro Série B
| Ano  | Campeão   | Vice-campeão    |
| ---- | --------- | --------------- |
| 1971 | Remo (PA) | Rodoviária (AM) |

- Títulos por Equipe

| Clube     | Títulos  |
| --------- | -------- |
| Remo (PA) | 1 (1971) |

### Torneio Integração da Amazônia
| Ano       | Campeão           | Vice-campeão     |
| --------- | ----------------- | ---------------- |
| 1975      | Macapá (AP)       | Ferroviário (RO) |
| 1976      | Rio Branco (AC)   |                  |
| 1977      | Moto Clube (RO)   | Rio Branco (AC)  |
| 1978      | Moto Clube (RO)   | Rio Branco (AC)  |
| 1979      | Rio Branco (AC)   |                  |
| 1980      | Ferroviário (RO)  | Trem (AP)        |
| 1981      | Juventus (AC)     | River (RR)       |
| 1982      | Juventus (AC)     |                  |
| 1983      | Baré (RR)         | Independência AC |
| 1984      | Rio Branco (AC)   | Baré (RR)        |
| 1985      | Trem (AP)         |                  |
| 1986      | Trem (AP)         |                  |
| 1987      | Trem (AP)         |                  |
| 1988      | Trem (AP)         |                  |
| 1989      | Independente (AP) |                  |
| 1990      | Trem (AP)         |                  |
| 1991-2002 | Não disputado     |                  |
| 2003      | CFA (RO)          |                  |

- Títulos por Equipe[1]

| Clube        | Títulos                           |
| ------------ | --------------------------------- |
| Trem         | 5 (1985, 1986, 1987, 1988 e 1990) |
| Rio Branco   | 3 (1976, 1979 e 1984)             |
| Juventus     | 2 (1981 e 1982)                   |
| Moto Clube   | 2 (1977 e 1978)                   |
| Macapá       | 1 (1975)                          |
| Ferroviário  | 1 (1980)                          |
| Baré         | 1 (1983)                          |
| Independente | 1 (1989)                          |
| CFA          | 1 (2003)                          |

### Copa Norte/Liga do Norte
| Ano  | Campeão             | Vice-campeão        |
| ---- | ------------------- | ------------------- |
| 1997 | Rio Branco (AC)     | Remo (PA)           |
| 1998 | Sampaio Corrêa (MA) | São Raimundo (AM)   |
| 1999 | São Raimundo (AM)   | Sampaio Corrêa (MA) |
| 2000 | São Raimundo (AM)   | Maranhão (MA)       |
| 2001 | São Raimundo (AM)   | Paysandu (PA)       |
| 2002 | Paysandu (PA)       | São Raimundo (AM)   |

- Títulos por Equipe

| Clube               | Títulos              |
| ------------------- | -------------------- |
| São Raimundo (AM)   | 3 (1999, 2000, 2001) |
| Rio Branco (AC)     | 1 (1997)             |
| Sampaio Corrêa (MA) | 1 (1998)             |
| Paysandu (PA)       | 1 (2002)             |